# Concierto para violín n.º 1 (Paganini)

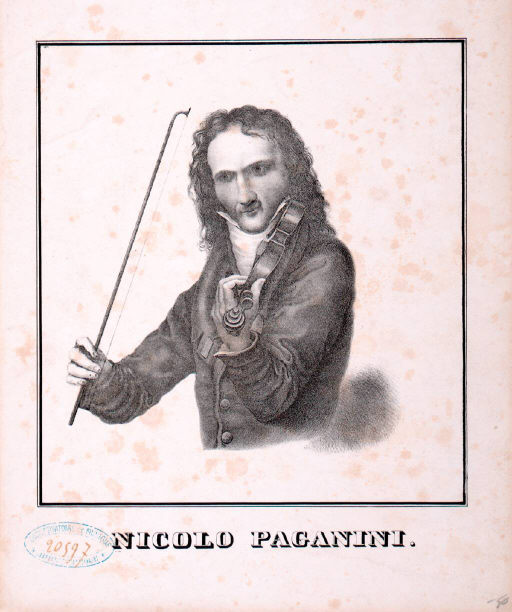
Ilustración que representa a Paganini tocando el violín.

El Concierto para violín n.° 1, op. 6 fue compuesto por Niccolò Paganini en Italia, probablemente entre 1817 y 1818. El concierto revela que la magia técnica de Paganini estaba completamente desarrollada. Las audiencias contemporáneas se quedaron sin aliento ante los pasajes extendidos de terceras con dobles cuerdas, tanto cromáticas como armónicas.

## Tonalidad
Paganini quería que el Concierto se escuchara en mi bemol mayor: las partes orquestales estaban escritas en mi bemol, y la parte solista estaba escrita en re mayor con instrucciones para que el violín fuera afinado un semitono alto (una técnica conocida como escordatura) de modo que, por lo tanto, sonaría en mi bemol mayor. Esto permite que el solista logre efectos que suenan en mi bemol, lo que no sería posible con la afinación normal. Un ejemplo de esto es la introducción del tercer movimiento, donde el violín toca una rápida escala descendente la-sol-fa♯-mi-re, tanto arqueada como en pizzicato, que es posible en una cuerda abierta en re, pero extremadamente difícil en la clave de mi bemol (es decir, tocar si♭-la♭-sol-fa-mi♭) porque se necesitarían dos cuerdas para tocar esta escala hacia abajo, mientras que solo se requiere una cuerda para tocarla en re. Adicionalmente, la orquesta tocando en mi bemol mayor parece silenciar su sonido en comparación con el del violín solista, porque la sección de cuerdas toca con menos frecuencia con cuerdas abiertas, dando como resultado que la parte de violín solista emerge más clara y brillantemente del acompañamiento orquestal. 
Las audiencias de su tiempo no se dieron cuenta de que Paganini había vuelto a afinar su instrumento y, por lo tanto, estaban más sorprendidos por lo que parecía poder tocar. (Los miembros de la audiencia más adeptos a la música habrían reconocido el sonido distintivo de una cuerda abierta de violín, y habrían observado que esto caía en la nota clave de la obra (mi bemol), y por lo tanto se habrían dado cuenta de que Paganini se había afinado nuevamente su violín.) 

### Arreglo en re mayor
Una versión de la pieza fue publicada más tarde (por un compositor desconocido) con las partes orquestales escritas en re mayor. Esto se hizo presumiblemente a la vista de la primera edición, para dar cabida a una versión sin el requisito de la escordatura. Tal vez debido a la falta de uso de esta técnica, la versión en re mayor adquirió popularidad, siendo más reconocida y realizada que la original. Como resultado, la existencia de la obra en su tonalidad original de mi bemol mayor es bastante desconocida, y la composición original ha sido oscurecida. 

### Arreglo de Leslie Howard
El académico y musicólogo Leslie Howard (conocido por su trabajo en el contemporáneo de Paganini, Franz Liszt) ha preparado para su publicación una edición del concierto en la tonalidad correcta de mi bemol, con referencia tanto al manuscrito de Paganini como a la primera edición (no del todo correcta). La edición de Howard es la primera en ser publicada en la tonalidad correcta y con la parte solista. (Paganini era famoso por ser el secreto de las partes orquestales y solistas de sus composiciones, a menudo las recogía personalmente inmediatamente después de una actuación, para evitar la posibilidad de que otras personas copiaran sus 'trucos' o interpretaran sus obras; por lo que la parte solista no fue incluida en la partitura como fue publicada originalmente.) 
La edición de Leslie Howard fue encargada y publicada por el Istituto Italiano per la Storia della Musica (Roma, 2007), como el Volumen VIII de la Edizione Nazionale delle opere di Niccolò Paganini. Esta edición académica incluye facsímiles de la partitura, la parte en solitario y también todas las partes adicionales que se agregaron de vez en cuando.

## Instrumentación
La partitura original publicada de Paganini fue para 1 flauta, 2 oboes, 2 clarinetes, 1 fagot, 2 cornos franceses, 2 trompetas, 1 trombón y cuerdas. 
En los años posteriores a la publicación original de la obra, Paganini ocasionalmente expandió su orquestación, escribiendo algunas partes extrañas de vez en cuando a la interpretación: segunda flauta, segundo fagot, duplicó los cornos, agregó trombones 1 y 2 (moviendo la existente parte del trombón al trombón 3 bajo), timbales y banda turca (bombo, platillos de choque y platillos suspendidos). Él nunca agregó estos en el único manuscrito. 

## Estilo
El concierto muestra la gran influencia del estilo del bel canto italiano, y especialmente del joven contemporáneo de Paganini, Gioachino Rossini.
La adición posterior de instrumentos de una banda militar le da a esta orquestación un sonido "militar" distinto.

## Estructura
El concierto posee tres movimientos:
1. Allegro maestoso - Tempo giusto (en Re mayor ; o Mi bemol mayor con scordatura)
2. Adagio (en la versión Si menor que termina en Si mayor ; o, Do menor que termina en Do mayor con escordatura)
3. Rondó. Allegro spirituoso - Un poco più presto (en Re mayor; o Mi bemol mayor con scordatura)

Émile Sauret (1852 - 1920), violinista y compositor francés, escribió una cadenza para el primer movimiento que se ha hecho famosa. 